# Голяк Андрій Романович
Андрі́й Рома́нович Голя́к (нар. 5 серпня 1973, Львів) — український музикант, автор пісень, письменник. Засновник і соліст гуртів «Клан Тиші», «Окрема Територія», «Rock-Feller$».

## Життєпис
Народився у Львові 5 серпня 1973 року. Закінчив Львівський політехнічний інститут.
Будучи студентом 1991 (за іншими даними 1992) року разом з однокласником Павлом Гудімовим (гітара), однокурсником Денисом Глініним (ударні) та молодшим братом однокласниці Віки Хусточки Юрієм (бас-гітара) створив гурт «Клан тиші». Гурт виступав у палацах культури Львова у жанрі депресивного артроку. Згодом через розходження поглядів з колегами покинув гурт. Це сталось в 1994 році після одруження Андрія.
Гурт «Клан тиші» після появи в ньому 19-річного вокаліста, студента-фізика Святослава Вакарчука, 12 жовтня 1994 року змінив назву на «Океан Ельзи» і з часом став культовим українським музичним колективом.
А сам Андрій 1995 року зібрав арт-роковий гурт «Окрема Територія», який відрізнявся схильністю до експериментів з музикою і поезією. Гурт записав альбоми «Обряд розрізання яблука» і «Гоубангадан».
Згодом Андрій присвятив себе реалізації нового проекту «RockFeller$». Гурт дає концерти у Львові, Києві, Москві, на різних фестивалях. Андрій пише тексти і музику для зірок української естради.
Також він написав книгу «Ничего кроме настоящего», в якій у художній формі висвітлив своє бачення історії «Клану тиші». Згодом написав свій другий роман «Удовлетворение» про долю рок-музиканта. У створенні роману брала участь порадами його дружина Наталя.

## Родина
Дружина  Андрія — Наталія, кравчиня та власниця ательє у Львові.  
Син Станіслав

## Пісні
- Останній трамвай
- Я загубився у небі
- Хижа
- Забувай
- Досить
- Бачити в снах
- Ти там, де я
- Підемо удвох